# محسن نجفی قزوینی
محسن آقانجفی معروف به محسن قزوینی، یکی از علماء و مجتهدین بنام و معروف قزوین بود و بیش از بیست سال (۱۲۹۶–۱۳۱۹ ش) امام جماعت مسجد جامع عتیق قزوین را به عهده داشت. وی در میان اهالی قزوین مشهور به تبحّر در تفسیر قرآن و نطق‌های آتشین علیه حکومت رضا شاه بود.

## تولد
محسن در یک خانوادهٔ تجار و مذهبی در تهران در سال ۱۲۵۶ هجری شمسی به دنیا آمد.

## تحصیلات
وی در کودکی نزد استادان خصوصی به تحصیل مقدمات ادبیات فارسی، ادبیات عرب و علوم دینی پرداخت. در سن ۱۹ سالگی به تشویق معلم و خانواده خود برای ادامه تحصیل راهی نجف و سامرا شد و در حوزهٔ علمیه صدر نجف مشغول به درس شد. وی نزد استادان بزرگ و فضلای آنرمان نجف همچون آخوند خراسانی، فاضل شرابیانی و سید ابوالحسن موسوی، مشهور به اصفهانی به مدت بیست دو سال به کسب علوم دینی و حوزوی پرداخت و در آخر تحصیلات خود از این مرجع شیعه، درجه اجتهاد دریافت کرد.
سید ابوالحسن اصفهانی در دست نوشتهٔ خود محسن نجفی را مجتهدی فاضل با کرامتی بالا قلمداد می‌کند و تحصیلات عالیه فقهی و دانش مذهبی او را مورد تأیید و تفسیر وی از قرآن و احادیث را مطابق اصول می‌داند

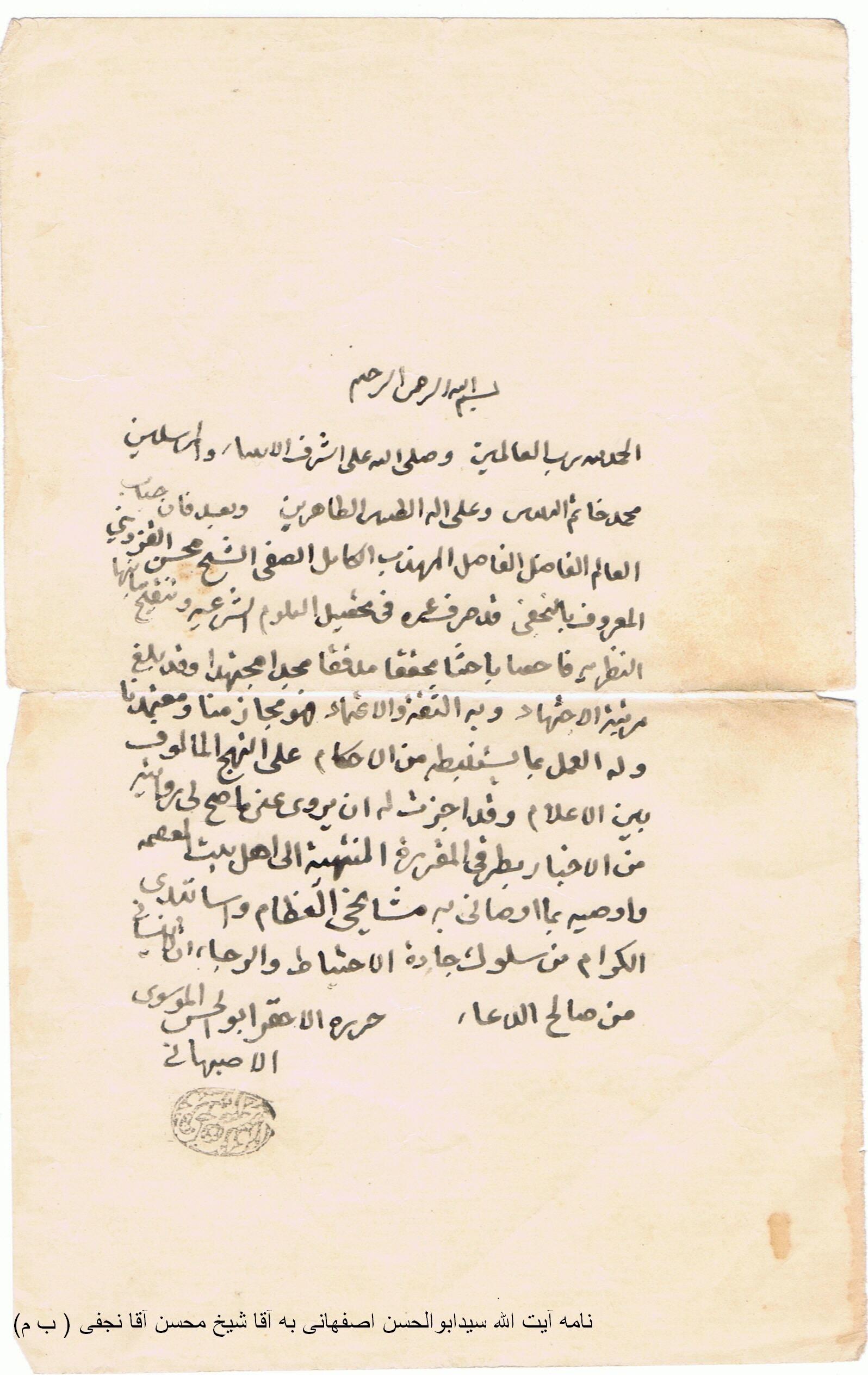
دست نوشته ابوالحسن اصفهانی به محسن آقانجفی

محسن بعد از پایان تحصیلاتش در نجف به دعوت عده‌ای از متدینان و تجار قزوین، به قزوین می‌آید و دراین شهر سکونت اختیار می‌کند و از همان ابتدا مورد استقبال مردم قرار می‌گیرد و امامت جماعت مسجد جامع عتیق را به عهده می‌گیرد و در مدرسه التفاطیه قزوین مشغول به تدریس

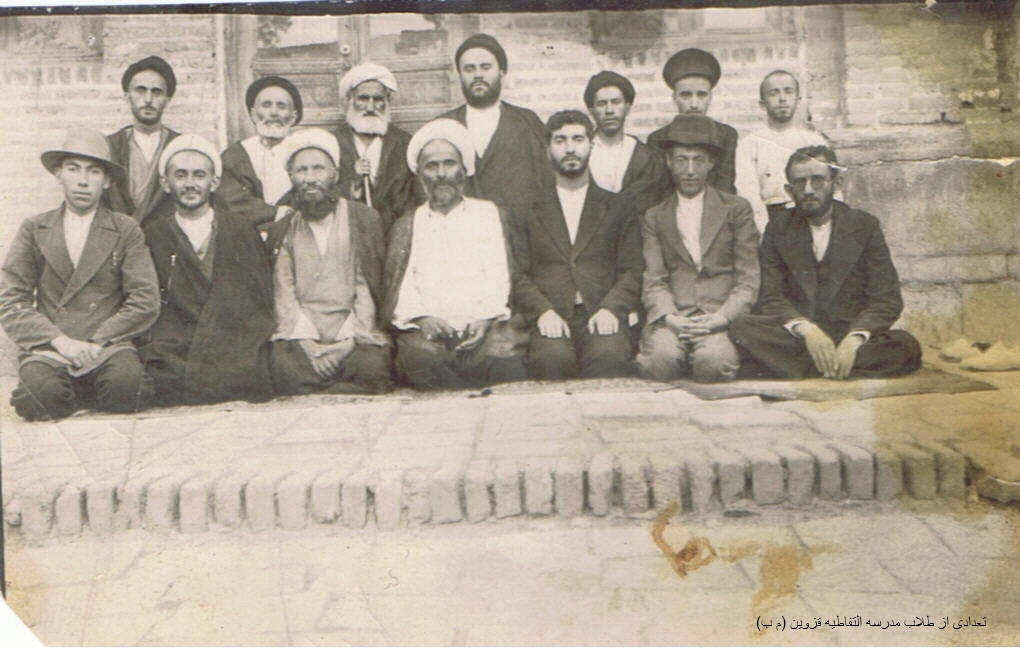
تعدادی از طلاب مدرسه التفاطیه قزوین

علوم دینی و معارف می‌شود. (عکس)

## زندگی‌نامه و فعالیت‌ها
محسن آقانجفی به تبعیّت از استاد خود آخوند خراسانی از جنبش مشروطیت پشتیبانی می‌کند و به طرفداری از فتوای مراجع ثلاث می‌پردازد و مخالفتی. با روی کار آمدن حکومت رضا شاه نمی‌کند. امّا زمانی که رضا شاه دستور کشف اجباری حجاب را صادر می‌کند وی شدیدأ با آن مخالفت می‌ورزد و با قاطعیت علیه آن از بالای منبر و کلاس‌های درس به ایراد سخن می‌پردازد.
وی چندین بار به علت نطق‌های مخالف حکومت و سرپیچی از اوامر امنیتی به وسیله عوامل رژیم رضا شاه و شهربانی وقت قزوین بازداشت می‌شود و هربار در اثر فشار مردم و بزرگان شهر آزادی خود را بدست می‌آورد.
نقل است از دختر ایشان خانم فاطمه نساء آقا نجفی و چند تن از اهالی قزوین که شیخ محسن یکبار بر روی منبرمسجد جامع به تهدید مأموران امنیتی اشاره می‌کند که گفته بودند «اگر ادامه بدهید عمامه از سرتان برمی‌داریم» در پاسخ چنین بیان می‌کند «ما حاضریم شما عمامه از سرما بردارید، امّا این عمامه را باید با سر برداشت و این هم افتخاری است در آئین ما». در آنزمان این جواب شیخ محسن بین اهالی قزوین بسیار معروف می‌شود.
از یک طرف پایداری آقا شیخ محسن آقا نجفی در ادامهٔ فعالیت‌های سیاسی و از طرف دیگر به علت سختگیری‌های مأموران حکومتی در سخنرانی‌ها و بازداشت‌های مکرّر او، به‌طوری که در بعضی مواقع در پایان هرسخنرانی وی می‌بایست به همراه چند مأمور امنیتی به شهربانی برده شود و گاهأ از چند ساعت تا چند روز در بازداشت به‌سر ببرد، این فشارهای حکومتی وی را بر این داشت تا قسمتی از خانهٔ مسکونی خود را در محله تنور سازان قزوین بود به یک «حسینیه» تبدیل کند تا بتواند به گمان خود آزادانه به وظیفهٔ شرعی اش در ترویج دین و ارشاد مردم بپردازد.
محمّدعلی گلریز در کتاب خود مینودر یا باب‌الجنة قزوین می‌نویسد. شیخ محسن آقا نجفی در قسمتی از منزل مسکونی خود، اقدام به احداث یک آب‌انبار عمومی می‌کند تا اهالی محل که از کمبود آب آشامیدنی در رنج بودند بهره‌مند گردند و در قسمتی دیگر یک «حسینیه» برای تشکیل کلاس‌های درس فقه، تفسیر و قرائت قرآن می‌سازد.
شیخ محسن آقانجفی با خانم سیده سکینه از خاندان لنکرانی‌های قزوین ازدواج می‌کند و حاصل این ازدواج دو پسر به نام‌های محمد و عبدالحمید و دو دختر فاطمه و فاطمه نساء آقا نجفی می‌باشد. فرزند اول راه پدر را برمی‌گزیند. شیخ محمد آقانجفی ابتدا در نزد پدر، بعد در مدرسه فیضیه قم نزد بروجردی به تحصیل علوم دینی می‌پردازد.

## درگذشت
محسن آقانجفی در ۶۳ سالگی فوت می‌کند و در صحن حیاط امامزاده حسین قزوین به خاک سپرده می‌شود. از وی تألیفاتی در خصوص حدیث و تفسیر قران و در باب فلسفهٔ رسالت باقی مانده‌است.